# Diaphorus californicus
Diaphorus californicus är en tvåvingeart som beskrevs av Van Duzee 1917. Diaphorus californicus ingår i släktet Diaphorus och familjen styltflugor.
Artens utbredningsområde är Kalifornien. Inga underarter finns listade i Catalogue of Life.